# Josefina Miralles i Esteve
Josefina Miralles (Valls, 1935) és una escultora catalana. Comença la seva carrera artística a Valls i rep classes d'Eduard Castells i també de Maria Freser. Després de casar-se i tenir a les seves filles ingressa a la facultat de Belles Arts de Barcelona, on es llicencia i obté el títol de professora de dibuix i pintura l'any 1981. A la facultat té com a professora l'escultora Lluïsa Granero que va admirar i amb qui va tenir una bona amistat, aquesta relació deixa la seva empremta en l'obra de Miralles. Aquest mateix any li és atorgada la beca de la Fundació Amigó Cuyàs.
Per ampliar la seva formació en el camp de l'escultura assisteix a cursos de talla i pedra a l'Escola d'Arts i Oficis de la Diputació de Barcelona, de 1984-1988. Cal destacar que Josefina Miralles, igual que altres artistes, no viu només del seu art sinó que ho compagina amb l'ensenyança. El 1976 fa la seva primera obra individual al El Vendrell, a la Caixa d'Estalvis Provincial. A partir d'aquest moment inicia un camí caracteritzat per la constància i la coherència en la seva trajectòria. El 1980 exposa a la Sala Àgora 3 de Sitges, presentada per Francesc Galí.
**No confundir con: Fina Miralles (Sabadell, 1950), ni con Josefina Miralles (Valencia, 1922).
L'escultora també conrea la pintura, i a les seves exposicions de vegades combina les dues arts. Trobem paisatges, natures mortes i retrats. Tornant a la seva producció escultòrica se centra en la dona nua dempeus, ajaguda o en tors, en general representada amb tota naturalitat, mostren la seva sensualitat, naturalesa i amb formes rotundes. Un altre grup el representen les maternitats, amb plantejament formals diferenciats: són realistes on dona importància a la textura i a l'estreta relació mare-fill. Un tercer grup són els retrats, una temàtica que ella ha treballat des de les seves primeres obres i en què aconsegueix molt bons resultats.

## Obra
Des d'un principi el seu treball s'ha centrat essencialment en el nu femení, en la bellesa, dins de la tradició mediterrània. Aquesta línia sempre ha tingut continuïtat dins d'un plantejament tradicional que té la figura femenina com a eix central de la creació, sense preocupar-se de les tendències del moment. Josefina Miralles té clar que els seus referents en la història de l'art són Miquel Àngel i Rodin, i per això és una escultora figurativa. De vegades vol fer alguna petita incursió propera a l'abstracció. Pel que fa a les seves obres pictòriques, són ben construïdes amb tonalitats suaus, obres tradicionals molt agradables que creen un entorn per a les seves escultures.

### Exposicions
- L'any 1976: fa la seva primera obra individual al Vendrell, a la Caixa d'Estalvis Provincial
- L'any 1980: exposa a la Sala Àgora 3 de Sitges, presentada per Francesc Galí